# Шаша Костянтин Григорович
Костянтин Григорович Шаша (8 січня 1929, Мелітополь — 19 січня 2021, Харків) — радянський і український оперний співак (тенор), Народний артист України(2007), соліст Харківського академічного театру опери і балету ім. М. В. Лисенка (1961—1990 рр.).

## Біографія
Костянтин Григорович Шаша народився 8 січня 1929 року в місті Мелітополі Запорізької області. Дід його до революції був купцем першої гільдії. Батько, Григорій Олексійович, закінчив Мелітопольське комерційне училище. Мати, Таїсія Гаврилівна, була всебічно обдарованою особистістю: займалася танцями, брала участь у постановці лялькових вистав, добре знала французьку мову. Після одруження і народження сина батьки переїхали в Харків, де Григорій Олексійович навчався в будівельному інституті, а після його закінчення був направлений на роботу в Донбас. У 1934 році родина переїхала в місто Мерефу Харківської області. Тут в оркестрі народних інструментів місцевого Палацу культури маленький Костя почав вчитися грі на скрипці і вже через три роки непогано опанував цей інструмент.
Після закінчення війни він продовжив навчання грі на скрипці. У 1946—1947 рр. у Палаці залізничника було організовано перший у повоєнному Харкові самодіяльний джаз-оркестр (керівник С. Моргун), який з часом виріс у симфоджаз під управлінням М. Молдавської, де Костянтин Шаша грав на скрипці. Це час відкриття вокальних здібностей Костянтина Григоровича. Він грав на скрипці і співав у супроводі оркестру популярні естрадні пісні того часу.
Щоб надолужити два роки без навчання під час війни, він закінчив 10-й клас вечірньої школи та вступив до технікуму, а потім продовжив навчання в Харківському автодорожньому інституті. 1954, після завершення навчання, молодого інженера направили на роботу в місто Молотов (нині Перм), де він швидко став одним з провідних інженерів тресту. Але його душа тягнулася до мистецтва. Він займався вокалом у палаці культури, брав участь в огляді художньої самодіяльності, який проходив на сцені місцевого оперного театру. Після виконання української народної пісні «Дивлюсь я на небо» та арії з опери Аренського «Рафаель», йому запропонували роботу в театрі. Однак Костянтин Григорович відмовився від цієї пропозиції адже працював на посаді провідного спеціаліста автотранспортної галузі та й треба було утримувати сім'ю. Але доля розпорядилася по-своєму: за рішенням медичної комісії йому потрібно було терміново міняти клімат і Костянтина Григоровича перевели працювати до м. Харків.
У Харкові К. Шаша нетривалий час пропрацював за спеціальністю в сфері автотранспорта і перейшов на роботу інженером-конструктором в проектно-дослідний інститут Гіпроважмаш. При інституті був свій хор і Костянтин Григорович взяв активну участь у його діяльності. Почувши його голос, керівник хору наполіг на тому, щоб його прослухали в консерваторії. Прослуховував Костянтина Григоровича видатний педагог, професор кафедри сольного співу П. В. Голубєв, який наполегливо рекомендував йому вступати до консерваторії, відзначивши красивий тембр голосу. У 1957 р. К. Шаша став студентом 1 курсу вокального факультету Харківської консерваторії до класу доцента О. П. Петрової. Протягом чотирьох років Костянтин Григорович поєднував роботу інженера з навчанням на денному відділенні консерваторії. На п'ятому курсі, студент К. Шаша покинув роботу інженера і прийшов працювати до Харківського академічного театру опери та балету ім. М. В. Лисенка. Дебютував у партії Овлура в опері О. Бородіна «Князь Ігор».

## Творчість
Він виконав понад 25 тенорних партій, серед яких Ленський («Євгеній Онєгін») і Водемон («Іоланта») П. Чайковського, царевич Гвідон («Казка про Царя Салтана») і цар Берендей («Снігуронька») М. Римського-Корсакова, Альфред («Травіата» Дж. Верді), Альмавіва («Севільський цирульник» Дж. Россіні), Беппе-Арлекін («Паяци» Р. Леонкавалло), Пінкертон («Чіо-Чіо-сан» Дж. Пуччіні), Паоліно («Таємний шлюб» Д. Чімарози), а також Петро («Наталка Полтавка») та Андрій («Тарас Бульба») М. Лисенка та багато інших.
Чимало було виконано партій і з творів сучасних композиторів: Трубадур («Бременські музиканти») Р. Гладкова, Петя («Казка про втрачений час») А. Юрасовскої, Льонька в опері «В бурю» Т. Хреннікова та ін. Крім виступів в оперних виставах він займався концертною діяльністю. Виступав на сценах багатьох харківських вузів, палацах культури, як у складі концертних бригад, так і виконуючи сольні програми.
Під час роботи в оперному театрі Шаша К. Г. був запрошений на викладацьку роботу в педагогічний інститут ім. Г. С. Сковороди на новостворену кафедру музики. Педагогічна діяльність Костянтина Григоровича була помічена музичною громадськістю Харкова. У 1988 його запросили до Харківського державного інституту культури, де він обіймав посаду професора кафедри хорознавства та хорового диригування. Вів активну концертну і педагогічну діяльність, виступав з музичними колективами інституту, багато гастролював як в Україні, так і по країнам Близького і Далекого зарубіжжя (Німеччина, Бельгія, Росія). Серед важливих творчих здобутків: виступ з художніми колективами інституту культури з нагоди присвоєння йому статусу академії (Колонний зал ім. М. В. Лисенка Національної філармонії України, 1997), участь у концерті пам'яті Народного артиста СРСР А. Солов'яненка з Національним оркестром народних інструментів України (Колонний зал Національної філармонії України, 1999), концертні виступи в Німеччині у складі Заслуженої капели України «Дружба» (1996, 2001), поїздка до м. Марбург й участь у концерті, присвяченому 15-річчю поліцейського хору (Stadthalle — Великий зал Марбург, 1999), виступ у складі делегації Харківщини на творчому звіті майстрів мистецтв і художніх колективів (Національний палац України, 2001).
У 2009 році в залі Харківської філармонії під керівництвом головного диригента, заслуженого діяча мистецтв України Ю. В. Янка й академічного симфонічного оркестру відбулися урочистості з приводу 80-річчя К. Г. Шаші. Ювіляр виконав арії з опер, народні пісні та інше. Отримав відзнаку «Почесний професор ХНАДУ». У 2011 році взяв участь у ювілейних заходах, присвячених 80-річчю від дня народження народного артиста України А. В. Калабухіна. Виконав арії з академічним оркестром Харківської філармонії. К. Г. Шаша був членом Національної спілки театральних діячів України.
Помер 19 січня 2021 року в м. Харків.

## Нагороди
Костянтин Григорович Шаша вніс значний вклад у розвиток і популяризацію української вокальної школи. За життя був відзначений:
- звання Заслужений артист УРСР (1980)
- медаль «Ветеран праці» (1984)[8]
- звання Народний артист України (2007)[9].
- кавалер нагрудного знаку «Почесний професор» № 5 Харківського національного автомобільно-дорожнього університету  (2009).
- кавалер почесного знаку «За видатні заслуги перед колективом університету» ІІІ і ІІ ступенів.

## Публікації персоналії
- Історія українського вокального мистецтва : конспект лекцій /  Харк. держ. акад. культури, Каф. хорознавства та хор. диригування ; уклад. К. Г. Шаша ; Харків. держ. акад. культури, Каф. хорознавства та хор. диригування ; [уклад. К. Г. Шаша]. — Харків : ХДАК, 2003. — 54 с.
- Шаша К. Г. Творчий портрет народного артиста СРСР, соліста ХАТОБу ім. М. В. Лисенка Миколи Федоровича Манойла / К. Г. Шаша // Культура України : зб. наук. пр. / М-во культури і туризму України, Харків. держ. акад. культури. — Харків, 2007. — Вип. 19 : Мистецтвознавство. Філософія. — С. 70–72.
- Постановка голосу: програма курсу / М-во культури і туризму України, Харків. держ. академія культури, каф. хорознавства та хорового диригування / укладач К. Г. Шаша. — Харків : ХДАК, 2010.
- Шаша К. Творчий портрет Миколи Манойла / К. Шаша // Проблеми взаємодії мистецтва, педагогіки та теорії і практики освіти : зб. наук. ст. / Харків. держ. ун-т мистецтв ім. І. П. Котляревського. — Харків, 2011. — Вип. 32: Когнітивне музикознавство — С. 367—370.
- Шаша К. Г. Методика викладання спецдисциплін : програма навч. дисципліни підгот. магістрів за спец. 025 «Муз. мистецтво» (спеціалізація «Хор. диригування») / М-во культури України, Харків. держ. акад. культури, Каф. хорознавства та хор. диригування ; [розроб.: Бойко В. Г., Гулеско І. І., Шаша К. Г., Іванова Ю. М., Воскобойнікова Ю. В.]. — Харків : ХДАК, 2017. — 29 с.
- Шаша К. Г. Учні М. Ф. Манойла як продовжувачі виконавських і педагогічних традицій видатного митця / К. Г. Шаша // Культурологія та соціальні комунікації : інноваційні стратегії розвитку : матеріали міжнар. наук. конф. (21-22 листоп. 2019 р.) / М-во освіти і науки України, М-во культури, молоді та спорту України, Харків. держ. акад. культури, Нац. акад. мистецтв України ; [редкол.: В. М. Шейко та ін.]. — Харків : ХДАК, 2019. — С. 297–299.

## Родина
Син персоналії Ігор- доктор технічних наук, професор, донька Світлана-  за освітою лікар